# スケープゴート木
スケープゴートツリーは計算機科学における平衡二分探索木の一種である。Arne Anderssonと、Igal Galperinとロナルド・リベストによって発明された。探索、挿入、削除の償却時間計算量がO(log n)であり、探索においては最悪時間計算量もO(log n)である。 
探索の最悪時間計算量がO(log n)である他の平衡二分探索木と異なる特徴として、スケープゴート木はノードごとに新たな要素を持たないため、メモリオーバーヘッドがない。つまり、ノードはキーと左右の子を指す2つのポインタのみを保存する。この性質によって、スケープゴート木の実装が容易になる上、データ構造アライメントによりノードのオーバーヘッドを最大3分の1に削減できる。 
多くの平衡木は、平衡を維持するために何度も簡単な処理を呼ぶが、スケープゴート木は複雑な処理を低確率で呼ぶという違いがある。スケープゴート木では平衡を維持するために、「スケープゴート」と呼ばれる特定のノードを根とする部分木を完全二分木として再構築する。したがって、スケープゴート木の更新の時間計算量は、最悪の場合O (n)である。 

## 理論
二分探索木は、ノードの半分が根の左側にあり、もう半分が右側にある場合に、平衡であるつまり重みのバランスが取れていると言う。この概念を拡張し、α-（重さ）平衡なノードとは、以下の緩和されたウェイトバランス基準を満たすノードとして定義される。 
```
size(left) ≤ α*size(node)
size(right) ≤ α*size(node)
```

上記のサイズは次のように再帰的に定義される。 
```
function
 size(node) 
is

    
if
 node = nil 
then

        
return
 0
    
else

        
return
 size(node
->
left) + size(node
->
right) + 1
    
end if

end function
```

α=1の場合、平衡から最も遠い木（すべてのノードが片方にしかノードを持たず、実質リストである状態）でもこの条件を満たすのに対し、α= 0.5はほとんど完全な二分木のみ条件を満たす。 
α-（重さ）平衡の二分探索木は、α-高さ平衡である。つまり、 
```
height(tree) ≤ floor(log
1/α
 size(tree))
```

対偶により、α-高さ平衡でない木は、α-（重さ）平衡ではない。 
スケープゴート木は常にα-平衡を維持するわけではないが、以下の緩和されたα-高さ平衡を保つ。 
```
height(scapegoat tree) ≤ floor(log
1/α
 size(tree) + 1
```

この高さ平衡条件に反する状態は、ノードの挿入時に検出でき、重み平衡に反する部分の存在も意味する。 
このスケープゴート木高さの制限は赤黒木に似ている。 ただし、平衡のための操作（スケープゴート木の再構築、赤黒木の回転）が行われるノードの決定する実装が大きく異なる。赤黒木は場所を決定するために各ノードに追加の「色」情報を格納しますが、スケープゴート木は、再構築を実行するためにα-重さ平衡が満たされていないスケープゴートを見つける。これは、実際の回転がノードの平衡に依存するという点でAVL木似ているが、平衡を決定する方法が大きく異なる。 AVL木は挿入/削除のたびに平衡を確認するため、通常はその確認のための値「平衡係数」を各ノードに格納する。一方でスケープゴート木では、スケープゴートを見つける必要がある場合にのみ平衡であるかを計算し、新たな値をノードが持たなくて良い。 
他のほとんどの平衡二分探索木と異なり、スケープゴート木はその平衡度合いに関して柔軟に対応できる。つまり、0.5<α<1である任意のαに対して実装が可能である。 α値が高いほど平衡から遠い状態を許容するため、平衡化の処理が起きにくくなり、挿入操作は速くなるが、探索と削除が遅くなる。αが低い場合はその逆である。 したがって、実際には、これらの操作の生じる頻度に応じてαを調節できる。 

## 操作

### 探索
探索手法は標準の二分探索木と変わらない。平衡二分探索木なため、最悪時間計算量はO(log n )。スプレー木は探索に最悪時間計算量がO( n )であるため、スプレー木より効率的である。他の平衡二分探索木と比較すると、ノードのメモリオーバーヘッドが少ないため、参照の局所性による速度改善が可能である。 

### 挿入
挿入操作は、一般的な二分探索木とほとんど同じだが、スケープゴートによる平衡化の処理が追加される。 
挿入する場所の探索では、挿入するノードの"深さ"も記録する。これは、根から探索で子に移動する回数を数えるだけの単純なカウンターで実装すれば、根と挿入されるノード間の辺の数を効率的に（O(log n)で）計算できる。挿入するノードが（上記で定義された）α-高さ平衡条件に反している場合、以下の再構築を行う。 
再構築は、スケープゴートを根とする部分木全体を平衡化する操作である。スケープゴートは、挿入されたノードの先祖であり、α-重み平衡が満たされないノードである。再構築を必要とするとき、つまりα-高さ平衡条件に反している場合には、そのような先祖は1つ以上存在する。 それらのいずれかをスケープゴートとして部分木を再構築することでα-高さ平衡の条件が満たされた木が得られる。 
スケープゴートを見つけるためには、例えば挿入するノードから根まで遡り、α-重み平衡が満たされない最初のノードを選択すれば良い。 
根に戻るには、根からの探索経路を保存したO(log n )のメモリか、各ノードが持つ親ポインタを用いれば良い。 
上記のスケープゴートノードが実行可能なスケープゴートであるかどうかを判断するには、そのα-重み平衡が満たされているかを確認れば良い。これの確認には、定義通り以下を確認すれば良い。 
```
size(left) ≤ α*size(node)
size(right) ≤ α*size(node)
```

ただし、3つのサイズのうち2つを計算しておき、3つ目のサイズのみを計算することで、大規模に最適化できる。例えば挿入されたノードから順に根まで順次行うことで、スケープゴート木全体に処理を行う。親のノードを根とする部分木のサイズは、自分自身を根とする部分木のサイズと、兄弟（親が同じであるノードであり、自分自身ではないノード）の部分木のサイズと親のノードの数である1を足せば求まる。   
```
size(parent) = size(node) + size(sibling) + 1
```

また、ノードを挿入する際にはノードを1つずつ挿入することから以下も成り立つ。 
```
size(inserted node) = 1.
```

つまり、以下の計算を繰り返せば良い。 
```
size[x+1] = size[x] + size(sibling) + 1  
```

ここで、x は現在見ているノード、x+1 はその親である。size[x]は前回のsize[x+1] を再利用すれば良いため、size(sibling)が実際に必要な唯一の関数呼び出しとなる。スケープゴートを見つけると、スケープゴートを根とする部分木を再構築し、この部分木は完全二分木となる。この再構築は、部分木のノードを、中央値を部分木のノードとするように再帰的に選択すれば、O( n )時間で実行できる。 
再構築操作にはO( n )時間（部分木のサイズ）がかかるため、挿入の時間計算量は最悪の場合O( n )になる。 ただし、これらの最悪のケースは頻発しないため、挿入にかかる償却時間はO(log n )で済む。 

#### 挿入コストの証明の概略
ノード v の不平衡度を、左ノードと右ノードの間のサイズの差の絶対値から1を引いた物と0のいずれか大きい方として定義する。 
{\displaystyle I(v)=\operatorname {max} (|\operatorname {left} (v)-\operatorname {right} (v)|-1,0)}
v を根とする部分木を再構築した直後ではI( v )=0 である。 
補題： vを根とする部分木を再構築する直前では {\displaystyle I(v)\in \Omega (|v|)} （ {\displaystyle \Omega } は漸近記法。） 
補題の証明： 
{\displaystyle v_{0}}を再構築直後の部分木の根とする。ここで、再構築直後では完全に平衡であるため、その高さ h(v_0) は{\displaystyle h(v_{0})=\log(|v_{0}|+1)} となる。 もし{\displaystyle \Omega (|v_{0}|)}回の高さが1増加するような挿入（つまり、挿入された各ノードが高さを1ずつ増やす場所）が生じた場合、 
{\displaystyle I(v)\in \Omega (|v_{0}|)} {\displaystyle h(v)=h(v_{0})+\Omega (|v_{0}|)}{\displaystyle \log(|v|)\leq \log(|v_{0}|+1)+1} 。 
となる。再構築の直前に{\displaystyle I(v)\in \Omega (|v|)}が成り立つため、vを根とする部分木に{\displaystyle \Omega (|v|)}回の挿入では再構築が行われない。そのため、これらの挿入はそれぞれ、探索のために{\displaystyle O(\log n)}時間しかかからない。そしてその後コスト{\displaystyle O(|v|)} の再構築を生じる挿入が生じる。ここまでの処理で償却時間を計算すると、 
{\displaystyle {\Omega (|v|)O(\log {n})+O(|v|) \over \Omega (|v|)}=O(\log {n})}
となり、O(log n)である。
（スケープゴートが高さhであるような再構築はO(2^h-1 )回に1度生じる一方で、高さhの完全二分木にはO(2^h)程度のノードしか持たない。そのため再構築には高々定数時間しか増えない。）

### 削除
スケープゴート木は、挿入より削除の方が簡単である珍しい二分木である。削除の準備として、スケープゴート木は木構造と別に1つ値を格納する必要がある。MaxNodeCountと呼ばれるこの値は、再構築されるまで、後述するNodeCountの最大値を保持する。木全体が再構築されるたびにMaxNodeCountは更新され、挿入処理の最後にはmax（MaxNodeCount、NodeCount）と更新される。 
削除を実行するには、単純な二分探索木と同様にノードを削除するだけですが、もし 
```
 NodeCount≤α* MaxNodeCount 
```

となった場合には、MaxNodeCountをNodeCountに更新した上で、木全体を再構築する。これにより、最悪でもO( n )時間の処理ではあるが、償却時間はO(log n )で済む。   

#### 削除コストの証明の概略
スケープゴート木が{\displaystyle n}要素を持ち、再構築された直後とする（つまり、完全二分木であるとする）。 高々{\displaystyle n/2-1}回の削除は、木を再構築する前に実行できる。 これらの削除には、それぞれ {\displaystyle O(\log {n})}時間（要素を探索し、削除済みとしてフラグを立てる時間）しかかからない。その後、{\displaystyle n/2}回目の削除において木が再構築され、 {\displaystyle O(\log {n})+O(n)} （あるいは単に{\displaystyle O(n)} ）の時間がかかる。以上を考慮すると以下のように償却コストが{\displaystyle O(\log {n})}である。 
{\displaystyle {\sum _{1}^{n \over 2}O(\log {n})+O(n) \over {n \over 2}}={{n \over 2}O(\log {n})+O(n) \over {n \over 2}}=O(\log {n})\ }

## 語源
スケープゴート木は「何かがうまくいかない場合、人々はまず責任者（スケープゴート）を探す一般的な知識に基づく。」 聖書では、 スケープゴートは儀式的に他人の罪を負い、その後追い払われる動物（身代わり、生け贄）を意味する。 